# Upupa epops
La abubilla (Upupa epops) es una especie de ave bucerotiforme de la familia Upupidae; no obstante, en la taxonomía de Sibley-Ahlquist, Upupa es separado en un orden propio, los Upupiformes. Se trata de una especie diurna, solitaria, territorial y migratoria.

## Nomenclatura
El nombre científico es resultado de la unión del nombre de la abubilla en latín: upupa, y en griego: ἔποψ épops.
En español la abubilla recibe diversos nombres según las regiones.  Los distintos nombres suelen ser onomatopéyicos, con aliteraciones (repetición de una misma letra) que intentan reproducir su característico canto.
En Andalucía recibe el nombre de gallito (de) marzo o  bubilla. En Aragón se la conoce popularmente con el nombre de gurgute, papute, cucute y cuscute. En algunas zonas de Castilla y Aragón se conoce como cucuta o cucut. Popularmente también se conoce como cuquillo. En  Canarias como apupu o tabobo. En la Comunidad Valenciana, Cataluña y las Baleares como puput, cucuch, palput o porput. En Galicia recibe el nombre de bubela. En la Región de Murcia se le conoce con el nombre de parputa. En la comarca leonesa de La Maragatería se conoce con el nombre de budibilla. En Navarra se le llama gallico de San Martín. En Extremadura se la conoce como poipa, en algunos pueblos de la provincia de Burgos como bubulilla y en Ávila se la conoce como abubute.

## Distribución y hábitat

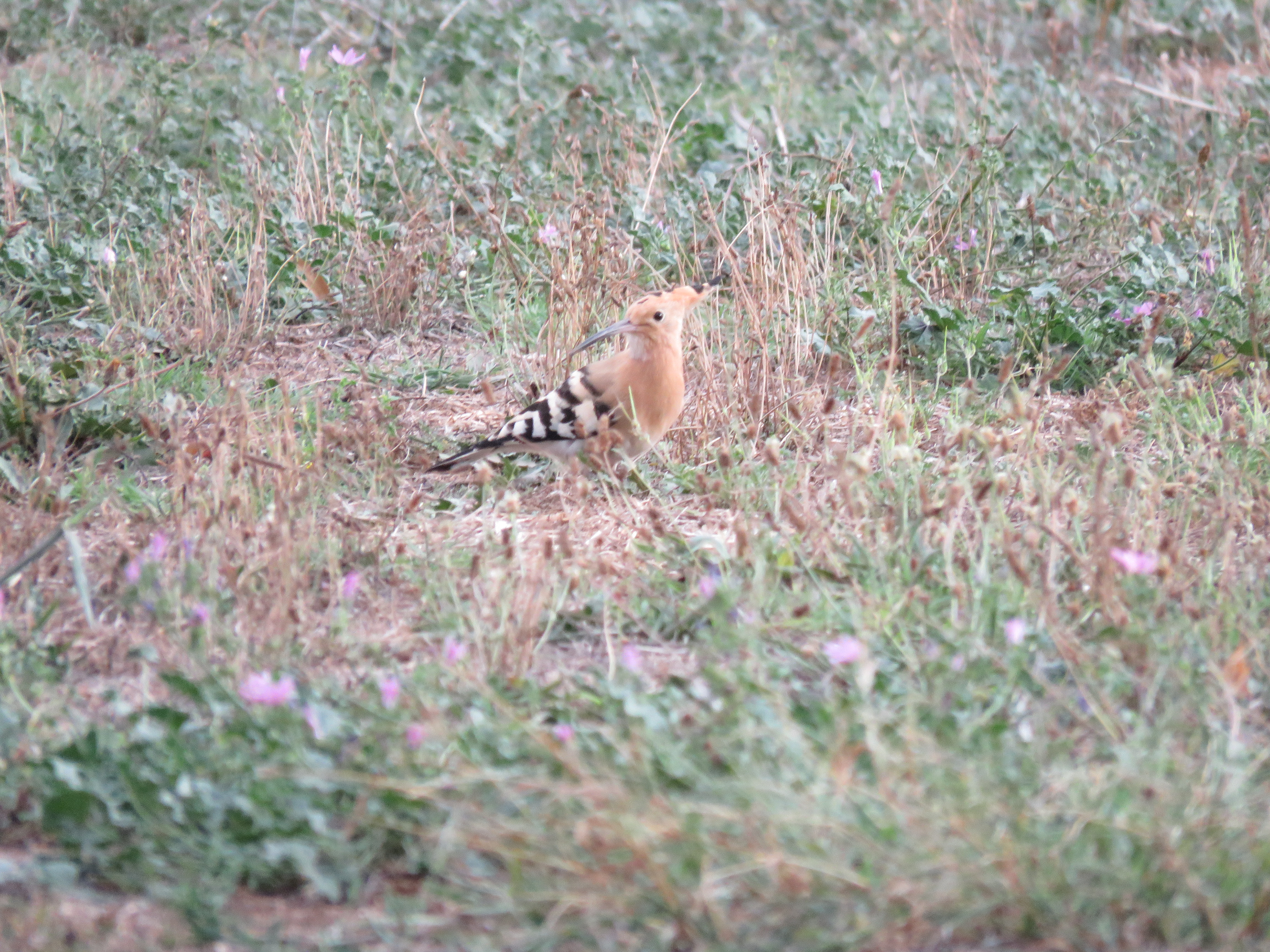
Abubilla buscando insectos entre la hierba.

Las abubillas son propias de Europa, Asia y África, excepto Madagascar, donde existe una especie propia, Upupa marginata (considerada por algunos autores solo una subespecie más de U. epops). Es una especie migratoria en las regiones septentrionales de su área de distribución y residente o parcialmente migratoria en las otras regiones. La mayor parte de las que migran de Europa probablemente invernan en África al sur del Sahara, en cambio las poblaciones del centro y este de Siberia migran a Asia meridional.
Habitan en regiones secas, encontrándose en bosques claros, zonas de frutales, viñedos y campos cultivados con arboledas.

## Características

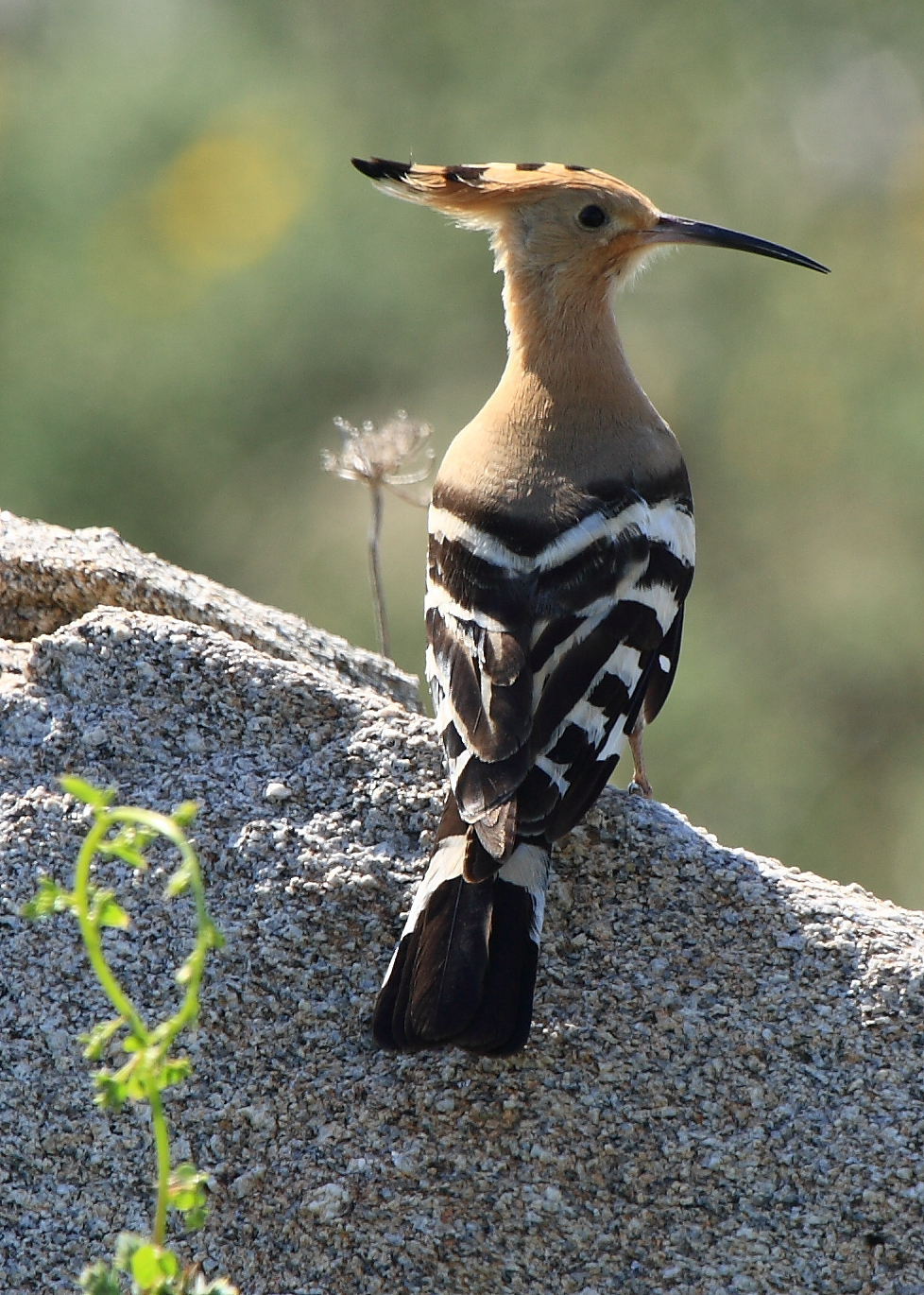
Abubilla de espaldas.

Su plumaje puede variar desde un pardo rosado a un canela oscuro o rojizo, con las alas y la cola listadas de blanco y negro. Está dotado en la cabeza de un penacho de plumas eréctiles como un abanico, pero casi siempre lo mantiene cerrado. Miden de 25 a 29 cm (centímetros) de largo, con 44 a 48 cm de envergadura de alas. Son inconfundibles, especialmente por el vuelo errático que es como el de una mariposa gigante.

## Historia natural
Camina por el suelo como un estornino. Su canto es un reclamo hueco y habitualmente trisilábico “up-up-up”, el cual le da origen a su nombre científico. Las hembras mientras están en el nido y los pollos tienen un olor peculiar y desagradable.
Se alimentan introduciendo su largo pico en tierra blanda o en excrementos de animales en busca de insectos y sus larvas, aunque come preferentemente grillos y escarabajos de gran tamaño. Es un depredador natural de la procesionaria del pino.
Suele anidar en huecos de árboles viejos, cavidades de edificios, grietas entre las rocas y montones de piedras. Como en el de su pariente el martín pescador, tiende a contener copiosas cantidades de heces y huelen muy mal, lo que sirve de protección contra depredadores. Las abubillas hembras que anidan, cuando son asustadas por un intruso hacen salir una pequeña gota de una secreción oleosa pestilente que producen en una glándula situada en la base de la cola. Esa secreción tiene esas propiedades a causa de las bacterias simbiontes que crecen en la glándula, y que proporcionan al ave defensas frente a posibles patógenos. Las hembras impregnan su cuerpo con esa secreción oscura con frecuencia, pero además recubren voluntariamente los huevos con ella untándosela con el pico, lo que aumenta su éxito de eclosión.
Una de las características en su alimentación, es la ingesta de gusanos de la procesionaria, en estado de crisálida, por ello es una especie esencial en las zonas de pinares.

## Reproducción

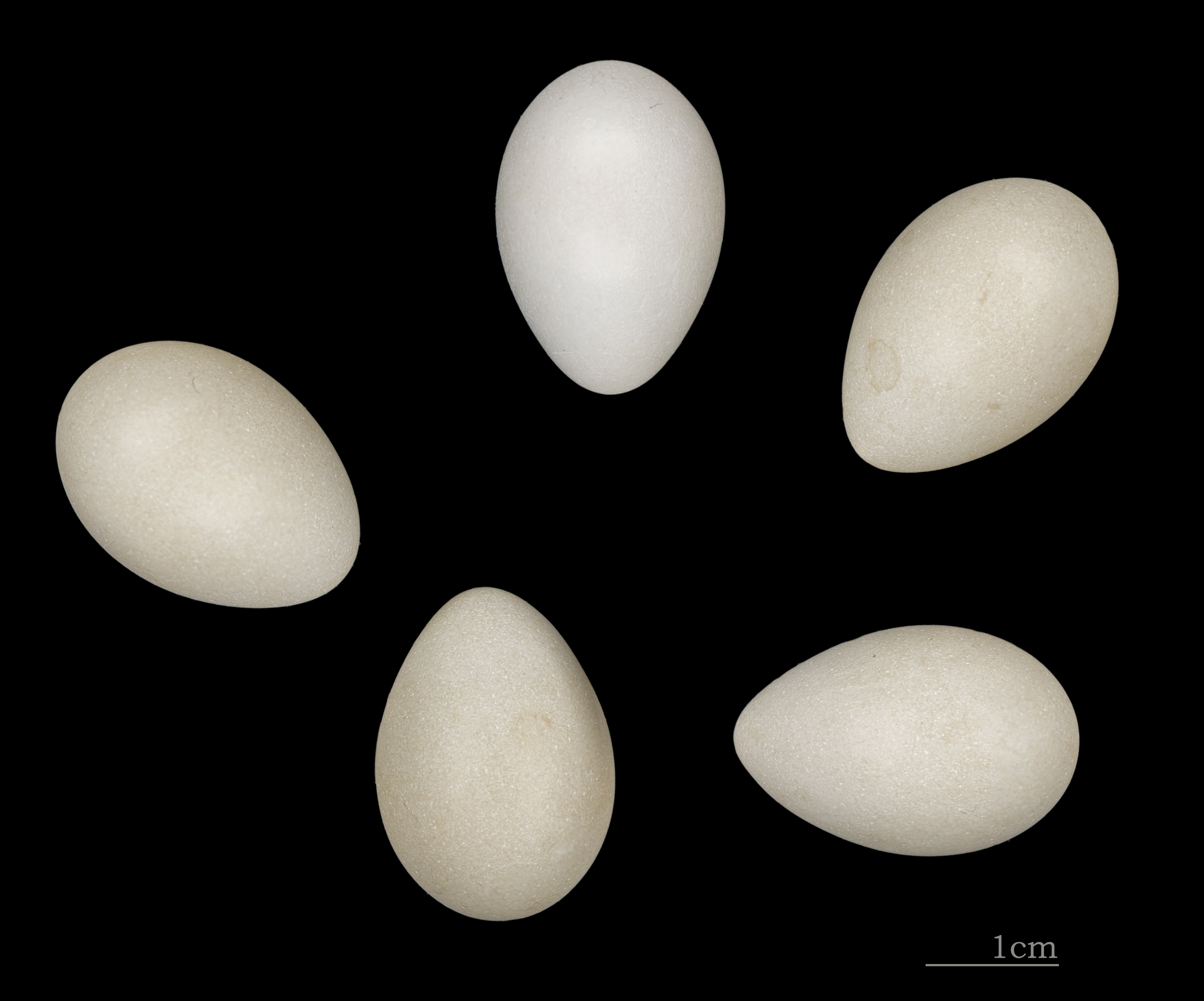
Huevos de Upupa epops

Ambos sexos son parecidos, mientras que las crías tienen colores más apagados. Instala su nido en el hueco de los árboles, en muros, en graneros, en tejados, etc. Incuba la hembra, que permanece en el nido desde el comienzo de la puesta y es alimentada por el macho. Las cáscaras de los huevos tienen pequeños cráteres que sirven para retener la secreción uropigial de la hembra en su superficie lo que hace que vayan cambiando de color desde azulado a marrón a lo largo de la incubación
Los polluelos pueden permanecer en el nido 28 días y son alimentados con insectos, al principio solo con alimento aportado por el macho y luego por ambos padres.

## Subespecies

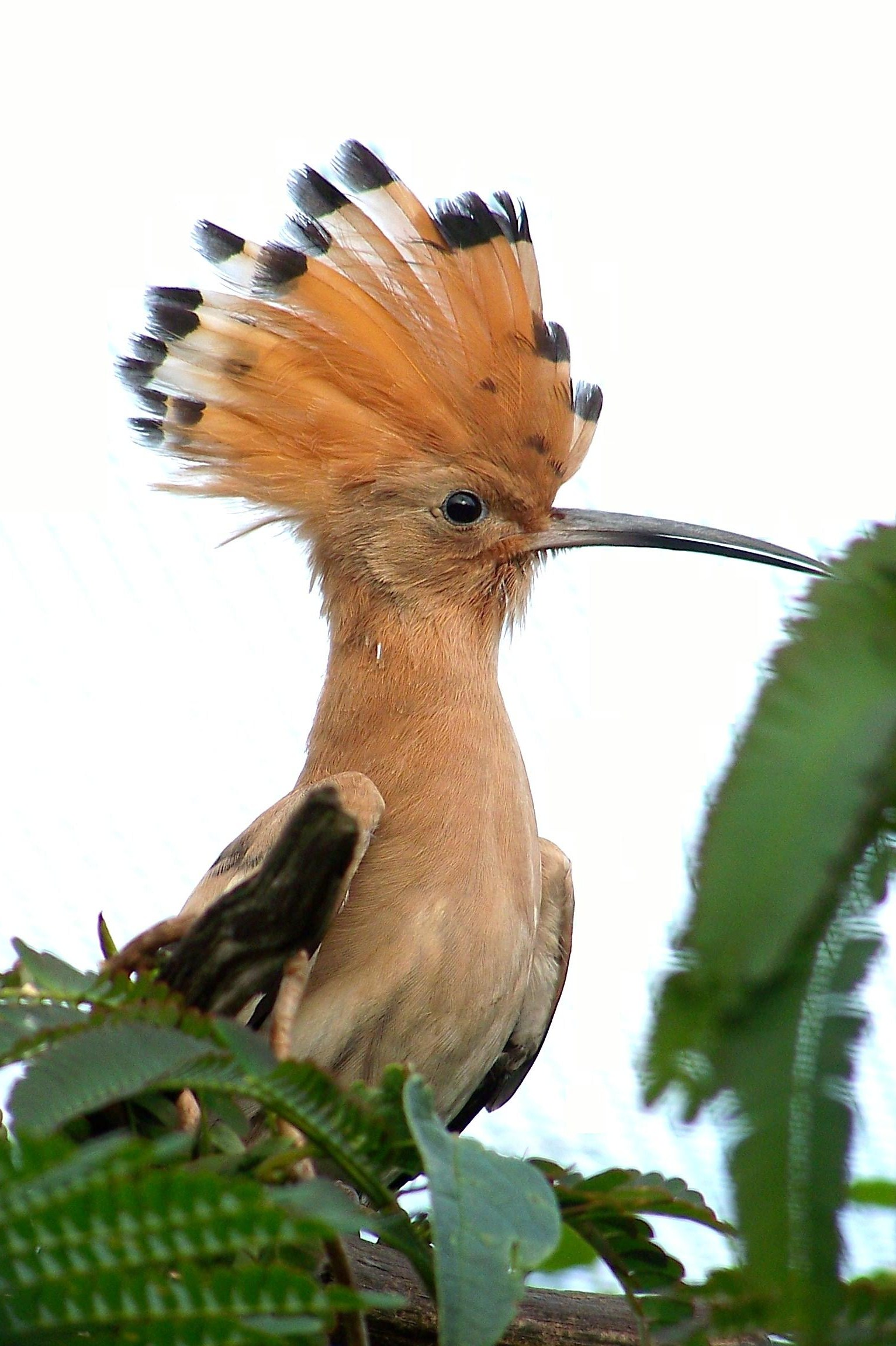
Ejemplar con el copete de plumas desplegado.

Se conocen nueve subespecies de Upupa epops :
- Upupa epops africana: del sur de la República Democrática del Congo a Uganda, Kenia y Provincia del Cabo (Sudáfrica) (algunos la reconocen como especie plena).[13]
- Upupa epops epops: Paleártico occidental hasta Baluchistán; invernada en el sur de India y África.
- Upupa epops major: Egipto (valle del Nilo hasta el canal de Suez).
- Upupa epops senegalensis: de Senegambia a Etiopía, Somalia y Uganda.
- Upupa epops waibeli: del Chad a Camerún (meseta de Adamawa), norte de Uganda y Kenia.
- Upupa epops orientalis: noroeste de India.
- Upupa epops ceylonensis:  India central y meridional y Sri Lanka.
- Upupa epops saturata: este de Siberia, Manchuria y del norte al extremo sudoeste de China.
- Upupa epops longirostris: de Assam a la península malaya, Indochina y Sumatra.

Algunos autores consideran a Upupa marginata, de Madagascar, una subespecie más de Upupa epops.

## La abubilla en la cultura

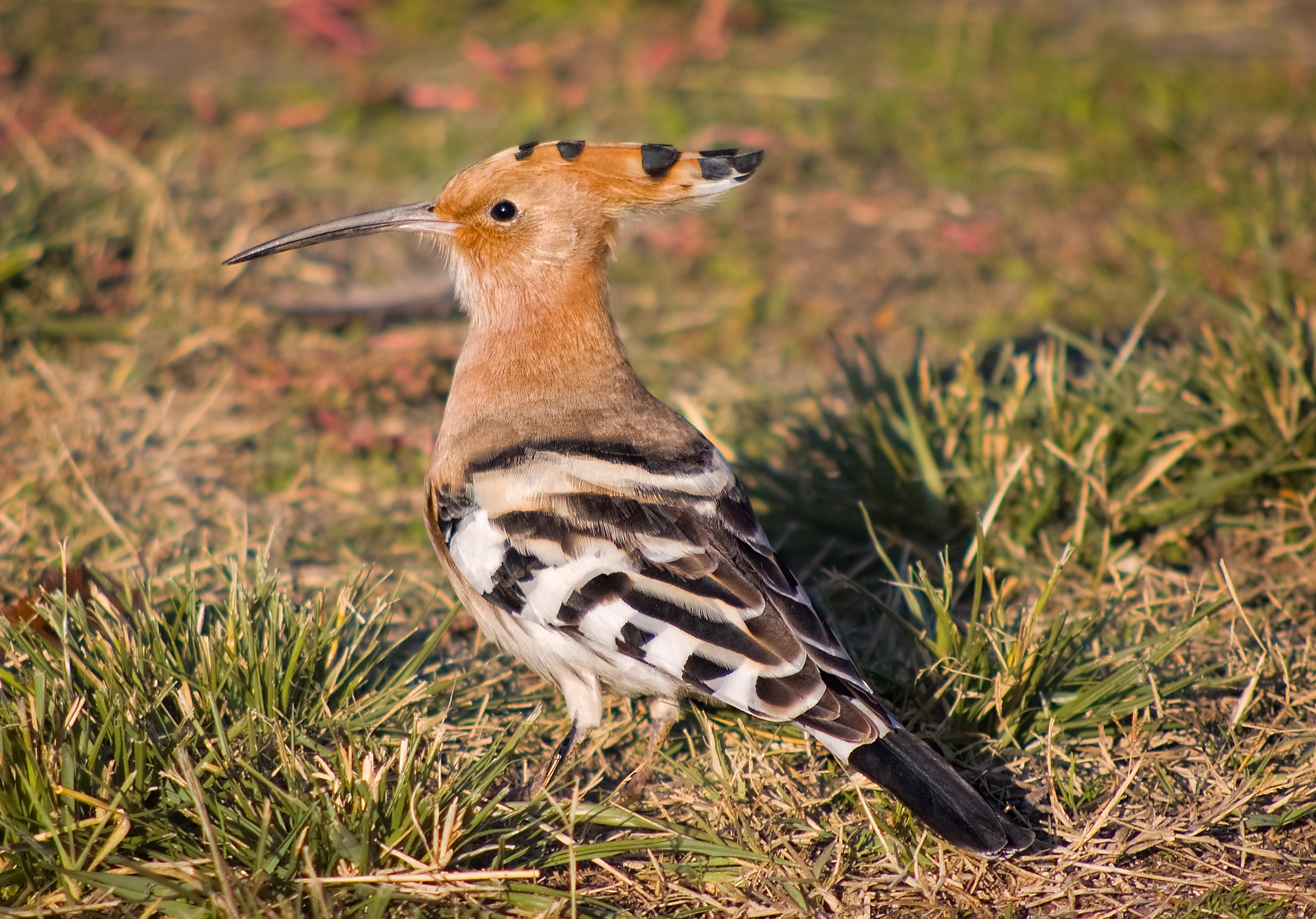
Abubilla

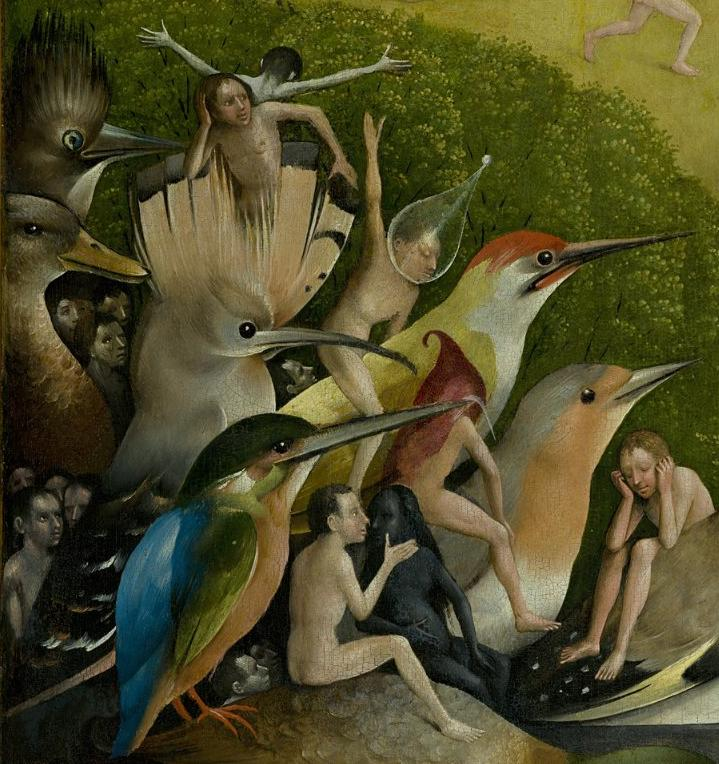
El jardín de las delicias, detalle. La abubilla está a la izquierda.

- La dieta de la abubilla euroasiática incluye muchas especies consideradas por el hombre como plagas, como las pupas de la procesionaria del pino, una plaga forestal perjudicial.[14] Por esta razón, la especie está protegida por la ley en muchos países.[15]

- Las abubillas son aves distintivas y han tenido un impacto cultural en gran parte de su área de distribución. Se consideraban sagradas en el Antiguo Egipto, y se representaban en las paredes de las tumbas y los templos. Durante el Imperio Antiguo, la abubilla se utilizaba en la iconografía como código simbólico para indicar que el niño era el heredero y sucesor de su padre.[16] Alcanzaron un prestigio similar en  la Creta minoica.[17]

- Su dieta y su fetidez deben haber sido de las razones por las que la abubilla se incluye en el Antiguo Testamento en la lista de aves no limpias (ver Levítico 11:19 y Deuteronomio 14:18).
- En una Hagadá del judaísmo, se refiere a la abubilla como custodio por orden del ángel Rahab (demonio) de una criatura que se trataría de un gusano Shamir,[18] que tendría la habilidad de perforar las más duras piedras y habría sido utilizado por el rey Salomón para construir el Templo de Jerusalén.
- La abubilla aparece en la mitología romana. De acuerdo con Ovidio, Tereo transformado en una abubilla persigue a su mujer Procne para vengar la muerte de Itis, su hijo en común que ella ha asesinado por despecho. En la mitología griega la abubilla aparece como personaje principal en la comedia Aves de Aristófanes.
- En el Islam, la abubilla se asocia con el rey Salomón (el profeta Suleyman para los musulmanes), quien habla con los animales; ella le cuenta sobre la Reina de Saba y su magnífico reino (Corán 27:20-28).
- En la poesía clásica china, la abubilla se describe como un mensajero celestial que a menudo trae noticias sobre el advenimiento de la primavera. La abubilla es considerada auspiciosa en China gracias a su belleza única.
- Por otra parte, la palabra dupe, que en francés y en inglés significa ‘aquel que es fácilmente engañable’, o ‘engañar’, proviene del nombre de la abubilla en un dialecto del francés. Se aplica a las personas poco inteligentes, tal como se consideraba a esta ave.
- La abubilla es figura central en La Conferencia de las Aves, una de las obras principales de la literatura sufí.
- Los habitantes de Lanciego en Álava, reciben el sobrenombre de «bubillos» por una antigua leyenda.
- Los habitantes de Palazuelos reciben el sobrenombre de «bubillos» por la abundancia de esta ave en su término.
- Los habitantes de Useras en Castellón, reciben el sobrenombre de «paputs» por una antigua leyenda.
- Las mujeres de Celadilla-Sotobrín de Burgos reciben el sobrenombre de «bubulillas»
- En el Diálogo inicial del De umbris idearum de Giordano Bruno, uno de los personajes recomienda usar una lengua de abubilla para obtener una memoria portentosa.

## Estado de conservación
La abubilla euroasiática está incluida en la lista de especies de "menor preocupación" de la UICN. A pesar de ello, la especie está en continuo declive según la organización desde 2008, siendo las causas la pérdida de hábitat y la caza excesiva.
En Europa, la abubilla parece tener una población estable, aunque está amenazada en varias regiones. El ave se considera extinta en Suecia y "necesita conservación activa" en Polonia. La especie se ha recuperado y estabilizado en Suiza, sin embargo la especie sigue siendo vulnerable.